# Dédé-Mokouba
Dédé-Mokouba är en subprefektur i Centralafrikanska republiken.   Den ligger i prefekturen Mambéré-Kadéï, i den sydvästra delen av landet, 400 km väster om huvudstaden Bangui.
I omgivningarna runt Dédé-Mokouba växer i huvudsak städsegrön lövskog. Runt Dédé-Mokouba är det mycket glesbefolkat, med 7 invånare per kvadratkilometer.